# Hôtel de Sambucy
L'hôtel de Sambucy est un hôtel particulier situé à Millau dans le département de l'Aveyron, en France.

## Localisation
L'hôtel est situé sur la commune de Millau dans l'ancien faubourg de l'Ayrolle.

## Historique
Entre 1672 et 1674, Jacques Duschene, conseiller du roi, maître particulier des eaux et forêts en Rouergue et receveur des tailles en l'élection de Millau, fait construire un hôtel et aménager un jardin à la française.
En 1720, il devient par mariage la demeure de Marc-Antoine de Sambucy, capitoul de Toulouse en 1745.
L'édifice est inscrit au titre des monuments historiques en 1992 et classé en 1995.

## Description
À l'origine, il y avait cinq salons au 1er étage mais il n'en reste de nos jours que quatre, à savoir :
- Le salon de la Gloire
- Le salon dit de Mademoiselle de Fontanges
- Le salon de Diane
- Le salon dit de Louis XIV